# リカルド・アレドンド・カルマチェ
リカルド・アレドンド・カルマチェ（Ricardo Arredondo Calmache、1850年10月23日 – 1911年12月）はスペインの画家である。トレドの風景画やスペインでピントゥラ・コストゥンブリスタ(Pintura Costumbrista)と呼ばれる「風俗写生画」を描いた。

## 略歴
現在のアラゴン州、テルエル県のセリャ(Cella)に第一次カルリスタ戦争で将校を務め退役した軍人の息子に生まれた。叔父にセリャの司祭から、トレドの司教(canon)になった人物がいて、リカルドが12歳の時、リヵルドの一家はトレドに移った。士官学校に入るのを拒み、トレドの画家、マティアス・モレノ(Matías Moreno González: 1840-1906)から絵を学んだ後、マドリードの美術学校(Escuela Especial de Pintura, Escultura y Grabado)に進んだ。マドリードの美術学校ではカルロス・デ・アエス(Carlos de Haes: 1826-1898)に学んだ。
パリに修行に出て、近時代の歴史を題材に描いた画家、エルネスト・メソニエのもとで修行した。帰国後の1884年と1895年のスペイン全国展覧会(Exposiciones Nacionales de Bellas Artes)で3等のメダルを受賞した。ビルバオの美術展にも出展し入賞した。
叔父が亡くなり、遺産を受け取ると、カンブロン門(Puerta del Cambrón)近くのトレドのワンバ王の城壁に繋がる老朽化した古城を購入し修理して住んだ。絵を売るのを好まず、友人に贈ることが多かった。トレドの市会議員を務め、史跡の修復に貢献した。
トレドで没した。

## 作品

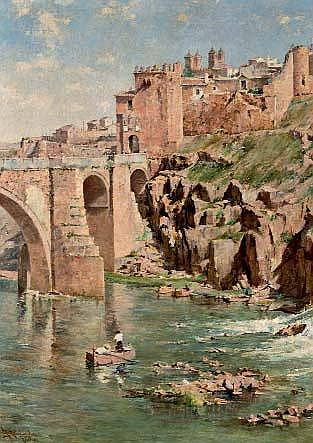
トレドの風景
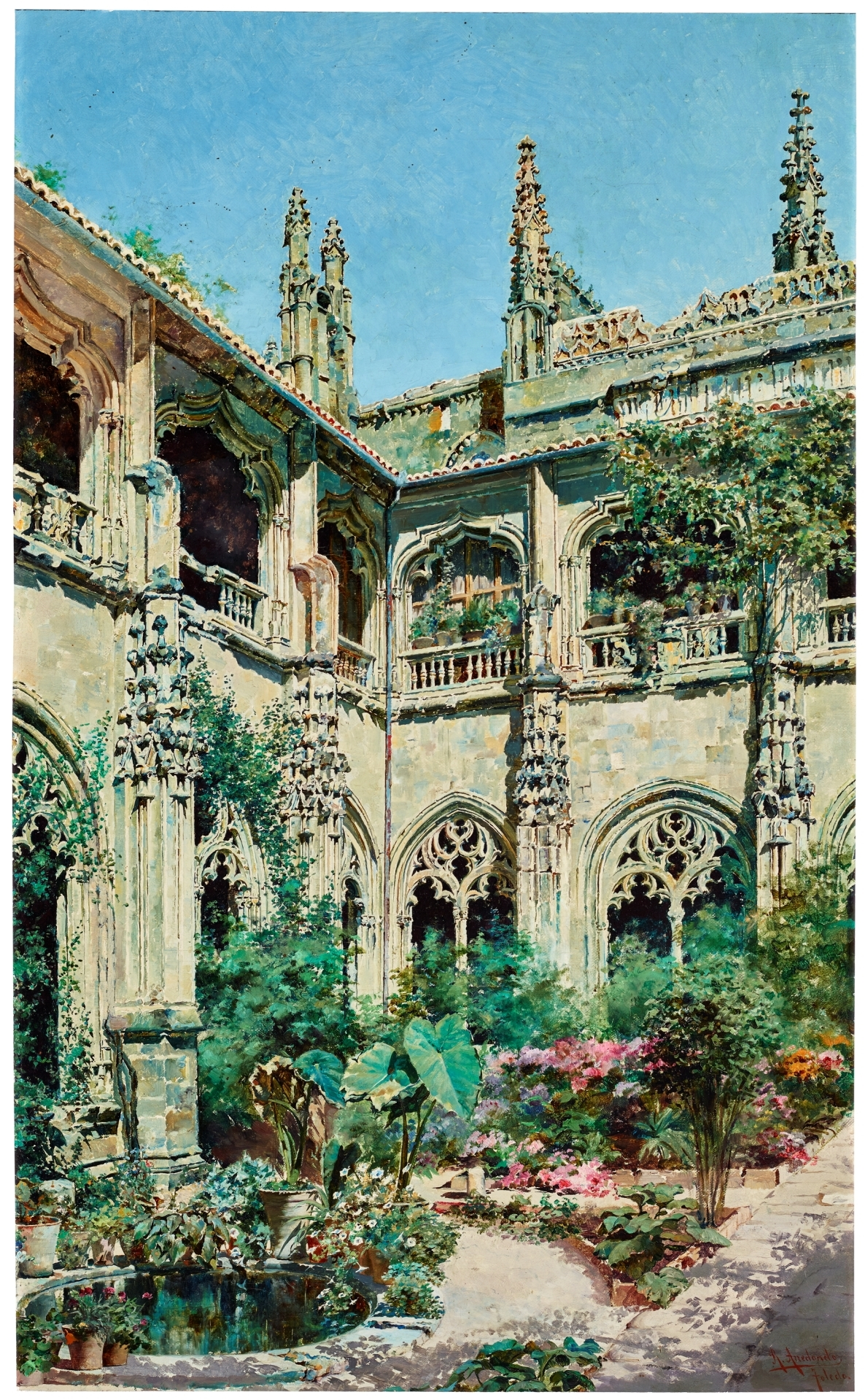
サン・ファン・デ・ロス ・レイエス教会
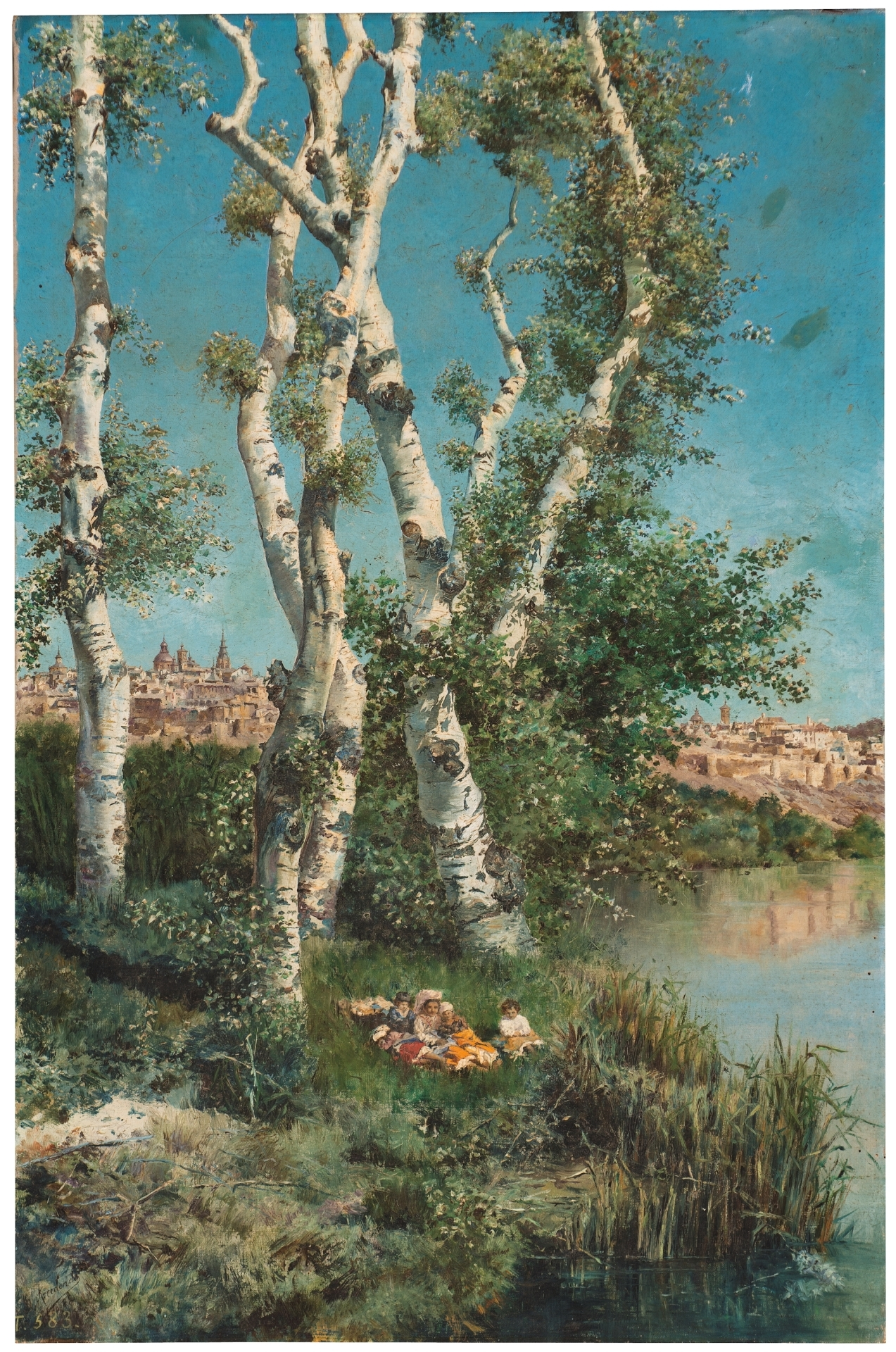
トレド郊外の風景

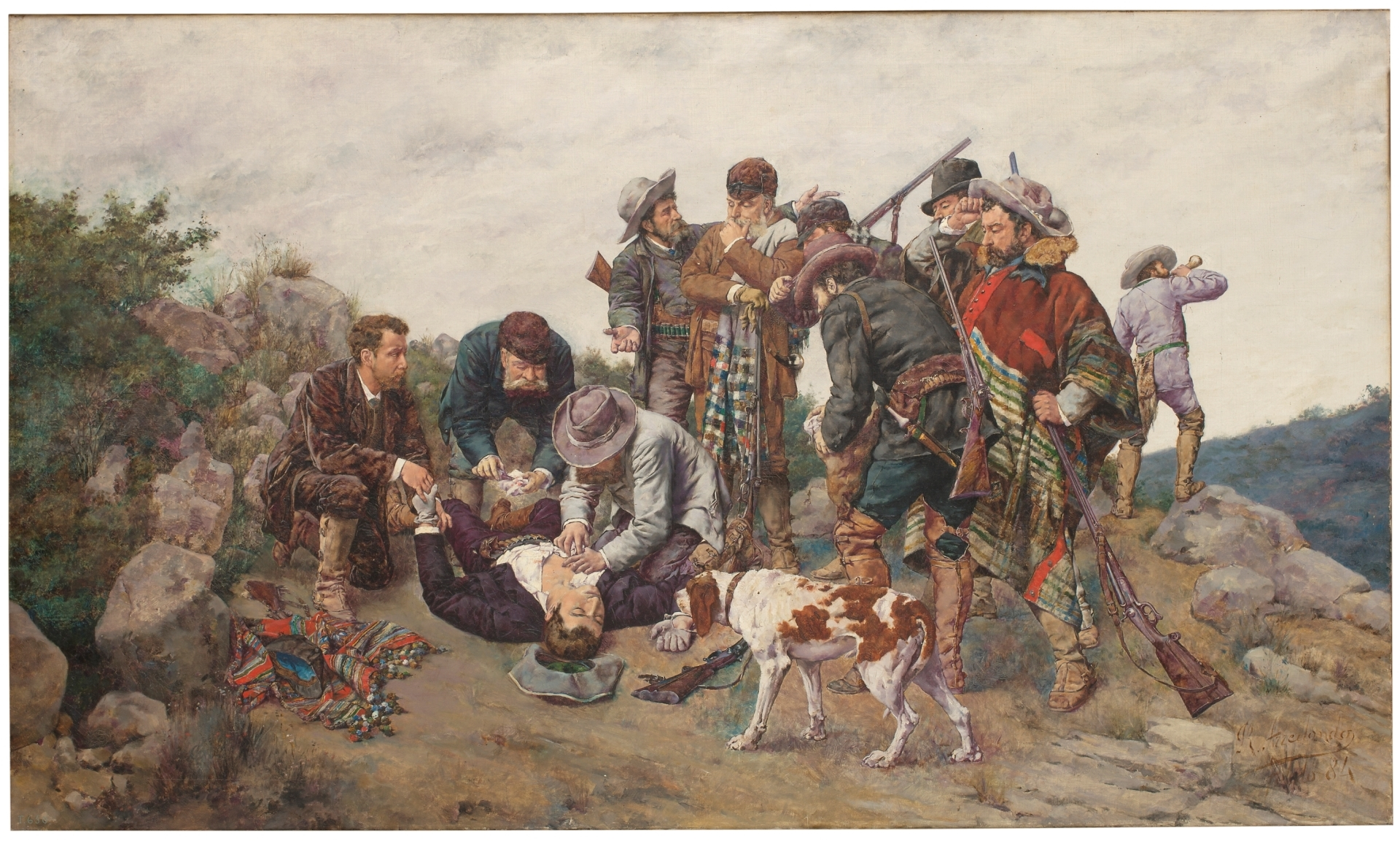
狩猟中の事故の負傷者
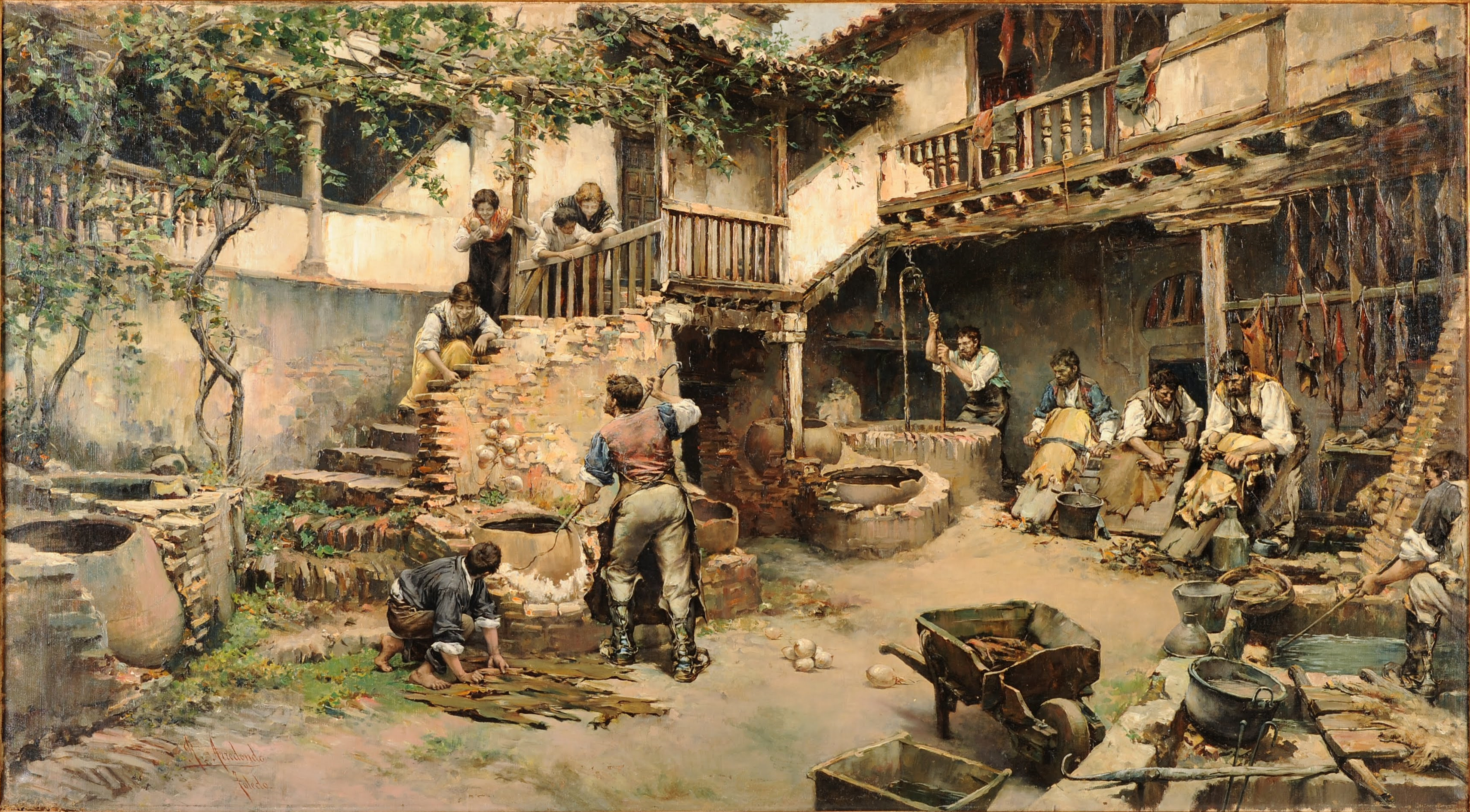
革なめし職人の作業場
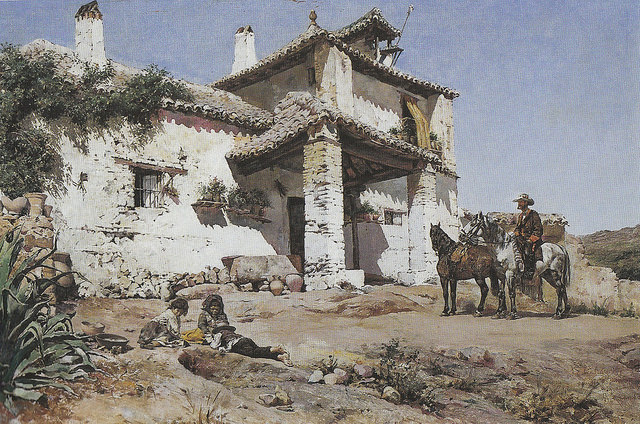
La Venta del Alma